# Robert Duthen
Robert Duthen est un joueur français de rugby à XV, né le 18 septembre 1921 à Castaignos-Souslens et décédé le 15 mars 2008 à Villejuif.
Robert Duthen est champion de France en 1946 avec la Section paloise. Ancien professeur d'éducation physique et sportive, il porte à deux reprises le maillot de la Section paloise, celui du Toulouse UC, du PUC, du Racing et du Stade français.
Son frère Georges Duthen, également passé par la Section paloise, a été un journaliste sportif réputé des années 50. Le 11 novembre 1944, les deux frères Duthen formèrent la paire de centres de l'équipe de Paris, commandée par Jacques Chaban-Delmas, qui affronta au Parc des Princes  l'équipe de la Royal Air Force .
Surnommé « Le petit poète d'Ovalie », Duthen devient à se retraite un chroniqueur de rugby au Le Monde et à Midi olympique,.

## Carrière
Excellent athlète doté d'un physique modeste (1,68 mètre pour 68 kilogrammes), Duthen effectue ses études au lycée Louis-Barthou et découvre simultanément l'athlétisme et le rugby à XV.

### Débuts à la Section paloise
Robert Duthen débute le rugby à la Section paloise pendant la Seconde Guerre mondiale.

### Départ au TUC
Robert Duthen part ensuite pour Toulouse durant une année.

### Champion de France 1946
Devenu professeur d'éducation physique, il entre en poste au Lycée Saint-Cricq (en) de Pau et retourne à la Section paloise.
La Section et Duthen emportent le championnat de France de rugby à XV 1945-1946. En compagnie de Pierre Lauga, Jean Estrade et du vétéran Auguste Lassalle, Duthen faisait partie d'une ligne d'attaque réputée et surprenante.

### Clubs parisiens
Duthen rejoint ensuite le PUC, le Racing et le Stade français.

## Palmarès

### Joueur
- Champion de France en 1946 (Section paloise)

## Écrivain
Duthen est l'auteur du livre Rugby d'Antan aux éditions Marrimpouey de Pau en 2002.